# Змиев, Семён Данилович
Семён Данилович Змеев (убит 13 июня 1661) — русский военный и государственный деятель, стольник и воевода.
Представитель дворянской фамилии Змеёвых. Единственный сын воеводы Данилы Семёновича Змеева и Аграфены Ивановны Нарышкиной, тётке царицы Натальи Кирилловны. Имел сына думного дворянина Василия Семёновича.

## Биография
С 1644 года находился на придворной службе. 6 января 1647 года пожалован царём Алексеем Михайловичем в стольники. В 1649-1652 годах сопровождал царя в загородных и богомольных «походах».
Участник русско-польской войны 1654—1667 годов. 17 марта 1655 года отправлен от царя Алексея Михайловича с милостивым словом к смоленскому воеводе, боярину Г. Г. Пушкину. В том же 1655 году командир рейтар в Смоленске, затем отправлен в Шклов за судами для доставки хлеба в Смоленск. В  феврале 1656 году находился в Смоленском уезде на реке Каспля, где под его руководством крестьяне дворцовых волостей строили речные суда. С. Змеев получил царский указ и 50 рублей государева жалованья. Из новгородской чети прибыла одна тысяча человек для строительства, а из Москвы — пятьдесят кузнецов. Несмотря на неблагоприятные условия, с 12 марта по 16 апреля было полностью сделано 120 судов плавной рати (армейский флот) из 600 стругов для перевозки войска ВС Руси. К июлю 56-го строительство флота (флотилии) было в основном закончено. Струги имели длину от 8 до 17 саженей (16 — 35 метров) и могли свободно вмещать по 50 стрельцов, казаков или солдат со всем запасом. Прочие суда использовались для доставки продовольствия, эвакуации раненых и больных нижних чинов и перевозки полковой и осадной артиллерии. В начале июня 1656 года Семён Данилович сдал все построенные суда смоленскому воеводе, окольничему князю П. А. Долгорукову.
В это время от местных жителей к царю Алексею Михайловичу стали поступать жалобы, что Нечай, набрав «гультяев», начал насильно записывать в казаки шляхту, мещан и крестьян, а всех, кто отказывался от записи в казаки, приказывал грабить, пытать и казнить. А. Лопухин передал гетману Хмельницкому требование провести расследование, а «тому полковнику Ивану Нечаю за такое его многое воровство учинить наказанье жестокое, чтоб на то смотря иним не повадно било такое самовольство чинить».
Летом 1657 года в Смоленске был сформирован военный отряд под командованием воеводы С. Д. Змеева и подьячего К. Минина, который должен был выслать украйных казаков (пограничников) из смоленского, дубровенского, оршанского и могилевского уездов. Из Смоленска Семён Данилович двинулся со своим отрядом в Дубровну. Всех казаков из Дубровны он выслал и запретил им впредь в Дубровне и Дубровенском уезде жить и записывать в казаки местных крестьян. От защиты Дубровны от украйных казаков оставил в городе небольшой отряд. По дороге из Смоленска в Дубровну отправил отряды солдат в Большие и Малые Горы для изгнания оттуда казаков. Вскоре отряд Змеева прибыл в Оршу, выслав из Оршанского уезда всех казаков. Из Орши Семён Данилович двинулся в Могилев, чтобы встретиться с наказным полковником И. Нечаем.
16 июня 1657 года в своей отписке царю он писал, что занял Слоним, Могилев, Копысь, Шклов, Минск, Борисов и многие другие города и местечки. «И в тех, государь, городех и местечках и уездах по Ивату реку казацкие залоги, сотники и казаки везде живут».
29 сентября 1657 года воевода Семён Данилович Змеев и полковник И. Нечай заключили в Могилеве соглашение, по условиям которого строго устанавливались места, где могли быть расквартированы казацкие заставы. Была достигнута договоренность о том, что местные крестьяне не будут приниматься в казаки, а казаки не будут владеть пашнями и пустными волоками.
В 1658-1659 годах Семён Данилович товарищ (заместитель) полкового воеводы князя Г. А. Козловского в Могилеве. 2 февраля 1659 года он обедал у царя Алексея Михайловича, а после обеда ему были пожалованы ковш, шуба атласная на соболях и три тысячи ефимков.
Весной 1659 года назначен вторым воеводой и товарищем князя И. И. Лобанова-Ростовского, участвовал в боях с украинными казаками в Белой Руси. 4 декабря 1659 года русские войска под командованием князя И. И. Лобанова-Ростовского и С. Д. Змеева взяли штурмом Старый Быхов, захватив в плен полковников И. Нечая и Самуила Выговского. Второй воевода под Могилёвом (07 октября 1660).
10 февраля 1661 года был у царского стола при отпуске в Нежин. С. Д. Змеев с военным отрядом отправлен в Нежин для отражения ожидавшего нападения польско-татарского войска, которое после неудачной осады Переяслава двинулось на Нежин. 
Семён Данилович 13 июня 1661 года погиб в бою под Волонью в битве с Сапегой и Чарнецким..